# Mistrz Ołtarza z Oberstein
Mistrz Ołtarza z Oberstein (j. niem. Meister des Regler-Altars) – anonimowy malarz niemiecki czynny w regionie środkowego Renu w pierwszej połowie XV wieku.
Przydomek otrzymał od ołtarza znajdującego się w kościele skalnym w Idar-Oberstein. Kościół został wybudowany na skalnej ścianie w latach 1482-1484, lecz sam ołtarz powstał wcześniej i prawdopodobnie został do niego przeniesiony z innej kaplicy. Jego uczniem był Mistrz Ołtarza z Kościoła Kanoników Regularnych w Erfurcie.